# Хобгоблін, частина 2
«Гобґоблін», частина 2 (англ. The Hobgoblin, Part Two) — дванадцята серія мультсеріалу «Людина-павук» 1994 року. Продовження серії «Гобґоблін, частина 1».

## Сюжет
Людині-павукові вдається вибратись з-під завалів. А тим часом Гобґоблін перемагає КінґПіна і стає новим королем злочинності Нью-Йорку. КінґПінові вдається втекти, він просить допомоги у Нормана Озборна. Норман у свою чергу просить Людину-павука допомогти йому визволити сина, якого викрав Хобгоблін. Людина-павук перемагає Гобґоблін і вирушає у лікарню до своєї тітки, яка знепритомніла після нападу Гобґобліну. Тітка Мей виздоровлює, але Гобґоблін обіцяє, що ще повернеться щоб знищити Людину-павука.

## У ролях
- Крістофер Деніел Барнс — Пітер Паркер/Людина-павук
- Лінда Гері — тітка Мей Паркер
- Сара Баллантайн — Мері Джейн Ватсон
- Марк Гемілл — Гобґоблін
- Роско Лі Браун — Вілсон Фіск/КінгПін
- Максвелл Колфілд — Елістер Сміт
- Ніл Росс — Норман Озборн
- Гері Імгофф — Гаррі Озборн